# Övre Ulleruds kyrka
Övre Ulleruds kyrka är en kyrka som ligger i den nordligaste delen av Forshaga kommun, Värmlands län, mellan Ransäter i norr och Deje i söder, någon mil från vardera orten. Den ligger vid ett åkerfält norr om Klarälven, som gör en krök åt väster just där. Vid åkern nära kyrkan finns också en prästgård.
Kyrkan tillhör sedan 1 januari 2013 den nybildade Forshaga-Munkfors församling i Karlstads stift.

## Historia
Sedan 1200-1300-talet har det funnits en kyrka på platsen. Den äldsta låg bara ett fåtal meter söder om den nuvarande. En av pilgrimslederna till Trondheim, den längs Klarälven från söder, gick förbi här och Klarälven var under denna tid liksom under andra tider en viktig kommunikationsled.
Den äldsta kyrkan byggdes till samt förlängdes på 1600-talet. Men den revs då den nuvarande byggdes 1727. Tornet uppfördes dock först år 1796. Kyrkan fick sitt nuvarande utseende 1867 efter en del reparationer.

## Inventarier och interiör
Från den gamla kyrkan finns
- ett gotiskt senmedeltida triumfkrucifix framför koret,
- en dopfunt i sandsten från 1200-talet, som står på en stenplatta med runalfabetet, den 16-typiga futharken.
- ett miniatyrskåp med fack för reliker, från omkring år 1500, som nu istället tillhör Statens historiska museums samlingar, där det permanent ställs ut.

Altaruppsatsen är inte från den gamla kyrkan utan är från år 1740. De skulpterade figurerna är utförda av bildhuggaren Isak Schullström från Karlstad.

### Orgel
- 1858 byggde E A Setterquist en orgel med 12 stämmor.
- 1922 bygger E A Setterquist och Son i Örebro en mekanisk orgel med rooseweltlådor. Den har fasta kombinationer.

| Huvudverk I         | Svällverk II    | Pedal      | Koppel    |
| Borduna 16’         | Basetthorn 8’   | Subbas 16’ | I/P       |
| Principal 8’        | Rörflöjt 8’     | Cello 8’   | II/P      |
| Flûte harmonique 8’ | Salicional 8’   |            | II/I      |
| Gedackt 8’          | Violin 8’       |            | I 4'/I    |
| Gamba 8’            | Voix celeste 8' |            | II 16'/II |
| Oktava 4’           | Ekoflöjt 4'     |            |           |
| Oktava 2'           |                 |            |           |
| Trumpet 8'          |                 |            |           |